# John Whiteley
Sir John Francis Martin Whiteley, britanski general, * 1896, † 1970.